# Gustavo Areco
Gustavo Iván Areco (San Miguel, provincia de Corrientes, 31 de mayo del 2000) es un futbolista argentino. Juega de defensor y su equipo actual es Agropecuario, de la Primera Nacional.

## Carrera

### Inicios
Areco llegó a las inferiores de Gimnasia y Esgrima La Plata en 2016 desde San Miguel y debutó como profesional en 2021 en la derrota por 2-4 ante Lanús, siendo titular y jugando todos los minutos del encuentro.

### Agropecuario
En 2022, Areco se convirtió en refuerzo de Agropecuario, equipo de la Primera Nacional. Debutó el 2 de julio de 2022 en la derrota 2-0 ante Estudiantes, ingresando a los 30 minutos del primer tiempo por el lesionado Néstor Moiraghi.

## Estadísticas

### Clubes
| Gimnasia y Esgrima (LP) Argentina | 1.ª                 | 2021                | 0 | 0 | 1 | 0 | - | - | 1 | 0 | 0 |
| Gimnasia y Esgrima (LP) Argentina | Total club          | Total club          | 0 | 0 | 1 | 0 | - | - | 1 | 0 | 0 |
| Agropecuario Argentina | 2.ª                 | 2022                | 4 | 0 | 0 | 0 | - | - | 4 | 0 | 0 |
| Agropecuario Argentina | 2.ª                 | 2023                | 0 | 0 | - | - | - | - | 0 | 0 | 0 |
| Agropecuario Argentina | 2.ª                 | 2024                | 2 | 0 | 0 | 0 | - | - | 2 | 0 | 0 |
| Agropecuario Argentina | Total club          | Total club          | 6 | 0 | 0 | 0 | - | - | 6 | 0 | 0 |
| Total en su carrera | Total en su carrera | Total en su carrera | 6 | 0 | 1 | 0 | - | - | 7 | 0 | 0 |
| (1) Las copas nacionales se refiere a la Copa Argentina y a la Copa de la Liga Profesional. (2) Las copas internacionales se refiere a la Copa Libertadores y a la Copa Sudamericana. (3) Media de goles por encuentro. No incluye goles en partidos amistosos. |                     |                     |   |   |   |   |   |   |   |   |   |